# Omicrus globulus
Omicrus globulus är en skalbaggsart som först beskrevs av Sharp 1882.  Omicrus globulus ingår i släktet Omicrus och familjen palpbaggar. Inga underarter finns listade i Catalogue of Life.